# Dicladdiella trichophora
Dicladdiella trichophora är en bladmossart som först beskrevs av Mont., och fick sitt nu gällande namn av M. Z. Wang. Dicladdiella trichophora ingår i släktet Dicladdiella och familjen Meteoriaceae. Inga underarter finns listade i Catalogue of Life.